# Prefektura apostolska Hajnan
Prefektura apostolska Hajnan (łac. Apostolica Praefectura Hainanensis) – rzymskokatolicka prefektura apostolska ze stolicą w Haikou, w prowincji Hajnan, w Chińskiej Republice Ludowej. Prefektura apostolska Hajnan nie wchodzi w skład żadnej metropolii, lecz podlega bezpośrednio władzy papieskiej.

## Historia
15 kwietnia 1929 z mocy decyzji Piusa XI, wyrażonej w brewe Quod christiani, erygowano misję “sui iuris” Hajnan. Dotychczas wierni z tych terenów należeli do wikariatu apostolskiego Kantonu (obecnie archidiecezja kantońska).
25 maja 1936, bullą Valde decet, papież Pius XI podniósł misję “sui iuris” Hajnan do rangi prefektury apostolskiej.
Od zwycięstwa komunistów w chińskiej wojnie domowej w 1949 prefektura apostolska, podobnie jak cały prześladowany Kościół katolicki w Chinach, nie może normalnie działać. Z 1950 pochodzą ostatnie pełne, oficjalne kościelne statystyki. Prefektura apostolska Hajnan liczyła wtedy:
- 3 419 wiernych (0,1% społeczeństwa)
- 19 kapłanów (5 diecezjalnych i 14 zakonnych)
- 20 sióstr zakonnych
- 9 parafii.

Po przejęciu władzy przez komunistów prefekt apostolski Hajnan o. Dominic Desperben SSCC został aresztowany, a w 1953 wydalony z kraju.

## Współczesność
Poniższy tekst opisuje stan na 4 czerwca 2009.
Rząd ChRL, a wraz z nim zależne od niego Patriotyczne Stowarzyszenie Katolików Chińskich uznają jednostkę kościelną na Hajnan w randzie diecezji. Jednak nigdy nie obsadziły one diecezji Hajnan. Według źródeł katolickich w maju 2009 na Hajnan było ok. 4000 katolików (0,04% społeczeństwa). Statystyki rządowe liczbę katolików oceniają na ok. 1000. W prefekturze pracuje jedynie 1 kapłan - ks. Paul Yang Hailong oraz 3 siostry zakonne. Działa 6 kościołów:
- 2 w Haikou (w tym 1 w budowie)
- 2 w Ding’an
- 1 w Wenchang
- 1 w Qionghai[3]

## Ordynariusze
Obaj ordynariusze byli Francuzami.

### Superior misji “sui iuris” Hajnan
- o. Paul Marie Joseph Julliotte SSCC (20 listopada 1929 - 25 maja 1936)

### Prefekci apostolscy Hajnan
- o. Paul Marie Joseph Julliotte SSCC (25 maja 1936 - luty 1939 zrezygnował)
- o. Dominic Desperben SSCC (24 marca 1939 - 16 czerwca 1980 zmarł)
- sede vacante (być może urząd prefekta sprawowali duchowni Kościoła podziemnego) (16 czerwca 1980 - nadal)